# Achelia langi
Achelia langi is een zeespin uit de familie Ammotheidae. De soort behoort tot het geslacht Achelia. Achelia langi werd in 1881 voor het eerst wetenschappelijk beschreven door Dohrn. 